# Federal Heights, Colorado
Federal Heights är en stad (city) i Adams County, i delstaten Colorado, USA. Enligt United States Census Bureau har staden en folkmängd på 11 724 invånare (2011) och en landarea på 4,6 km².